# Stenhed

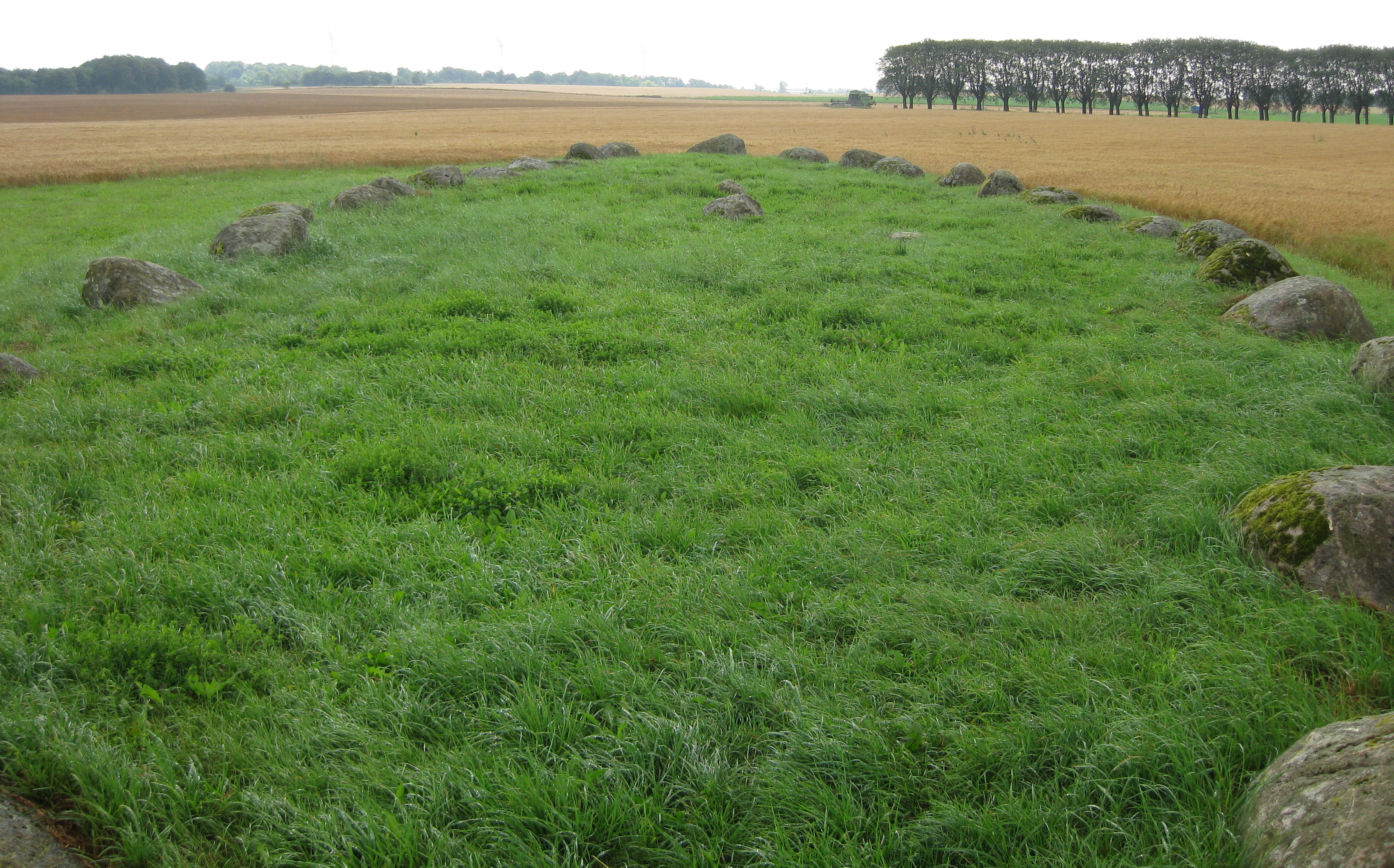
Stenhed

Stenhed är en skeppssättning som ligger på en åker vid Ulriksbergs gård utanför Gärsnäs i Östra Herrestads socken i Simrishamns kommun i Skåne. Den är 52 meter lång och 14 meter bred och består av 30 liggande klumpstenar, upp till en meter höga. På en sten finns skålgropar. Förr fanns ytterligare en skeppssättning på platsen som var mindre och bestod av nio stenar. Någon gång vid förra sekelskiftet togs den bort. 